# Каспрук Олексій Павлович
Олексій Павлович Каспрук (нар. 6 грудня 1977, Чернівці) — український політик, міський голова Чернівців. З 2014 до 2020 року — мер Чернівців.

## Освіта
- 1991—1996 — навчання в Чернівецькому індустріальному технікумі.
- 1996—2002 — навчався в Чернівецькому торговельно-економічному інституті КНТЕУ на факультеті «Економіка підприємства», закінчив з відзнакою за спеціальністю «Економіст».
- Вивчав інформаційний менеджмент в Ньюпортській бізнес-академії за програмою уряду Нідерландів.

## Трудова діяльність
- 1996–2000 — інженер, а згодом — економіст на Чернівецькому хімічному заводі.
- З 1999 року активно бере участь в громадській діяльності, займаючись питаннями місцевого соціально-економічного розвитку.
- 2000–2001 — очолює науково-технічну компанію «Юніком».
- 2000–2005 — очолює низку підприємств, що працюють у галузі високих технологій, займається викладацькою діяльністю.
- З 2005 був радником, консультантом Чернівецького міського голови з економічних питань.
- 2006–2011 — очолює комунальне підприємство «Містобуд», яке стало лауреатом у номінації «Найкраще будівельне підприємство року в м. Чернівці».
- 2010 року обраний депутатом Чернівецької міської ради. Голова фракції партії «Фронт змін».
- Грудень 2012 — обраний головою обласної організації партії «Фронт змін».
- З 28 травня 2014 — Чернівецький міський голова.
- 26 липня 2018 року Чернівецька міська рада на черговій сесії за результатами таємного голосування ухвалила рішення про дострокове припинення повноважень мера Чернівців. Каспрук оскаржує рішення про свою відставку в суді.[1]
- 23 квітня 2019 року Чернівецький адміністративний суд відновив Каспрука на посаді мера з 26 липня 2018 року[2].
- 17 липня 2020 Касаційний адміністративний суд скасував поновлення Каспрука на посаді мера[3].
- 7 вересня 2020 року Хмельницький окружний адміністративний суд розглядав питання поновлення Каспрука на посаді мера Чернівців.[4]

## Громадська діяльність
- Голова обласної організації Українського союзу промисловців і підприємців
- 23.11.2007—12.12.2012 — помічник народного депутата від Партії регіонів, голови УСПП Анатолія Кінаха.
- 2010 — депутат Чернівецької міської ради, очолював фракцію «Фронт змін», помічник народного депутата Арсенія Яценюка.[5]
- 20 квітня 2010 — 09 квітня 2012 — радник голови обласної державної адміністрації Михайла Папієва.[5]
- 12 грудня 2012 — 28 лютого 2014 — помічник народного депутата від партії «Батьківщина» Арсенія Яценюка.
- З 28.02.2014-12 по 27.11.2014 року рік був помічником на громадських засадах народного депутата України від Блока Юлії Тимошенко Миколи Трохимовича Федорука.
- 25 травня 2014 — обраний Чернівецьким міським головою.
- 26 жовтня 2014 — обраний депутатом ВРУ від партії «Народний фронт», від мандата народного депутата відмовився.
- 15 листопада 2015 — переобраний Чернівецьким міським головою на другий термін.

## Родина
- Мати — Ольга Яківна Каспрук багато років викладала в Чернівецькому торговельно-економічному інституті, спеціаліст з економічної географії, міжнародної економіки. Померла 2008 року.
- Батько — Каспрук Павло Михайлович обіймав посаду голови виконавчого комітету Чернівецької міської ради з 1985 по 1991 рр. Помер в 1991 році.
- Брат — Олександр, підприємець.
- Дружина Антоніна Каспрук викладає в Чернівецькому торговельно-економічному інституті, виховують сина Богдана.